# Vrčak
Rade Vrčakovski (en idioma macedonio: Раде Врчаковски; Skopie, 17 de noviembre de 1980), más conocido por su nombre artístico Vrčak (Врчак), es un afamado cantante y compositor macedonio.
Representó a su país junto a Tamara Todevska y Adrian Gaxha en el Festival de la Canción de Eurovisión 2008 interpretando la canción "Let me love you"  y compuso en 2006 la canción "Ninanajna", con la cual Elena Risteska representó a la Antigua República Yugoslava de Macedonia en el Festival de la Canción de Eurovisión 2006.

## Discografía

### Álbumes
- Kako da pobegnam od sè (1999)
- Vo tvoeto srce (2006)
- Na sedmo nebo (2009)